# Malemort-du-Comtat
Malemort-du-Comtat ist eine französische Gemeinde mit 1.952 Einwohnern (Stand 1. Januar 2022) im Département Vaucluse in der Region Provence-Alpes-Côte d’Azur.

## Geografie
Malemort-du-Comtat befindet sich am westlichen Ausgang der Gorges de la Nesque, zwischen Carpentras und den Monts de Vaucluse. Das Gemeindegebiet gehört zum Regionalen Naturpark Mont-Ventoux. Die Nesque bildet einen Teil der südlichen Gemeindegrenze. Umliegende Gemeinden sind Venasque im Südwesten, Méthamis im Südosten, Blauvac im Osten und Mazan im Norden.

## Geschichte
Spuren einer Besiedlung des Ortes reichen bis 5000 v. Chr. ins Neolithikum zurück. Vom Gelände des Schlosses Unang stammen zahlreiche Funde aus der Steinzeit, der Bronzezeit und der römischen Zeit. Das Schloss erhielt seinen Namen von einer gallo-römischen Villa namens Villa Unango, die sich hier einst befand.
Während der Völkerwanderungszeit dezimierte eine wichtige Schlacht die einheimische Bevölkerung. Einige Jahrzehnte später, um 875, verschenkte Karl, König von Provence-Viennois, die Villa Unango mitsamt Nebengebäuden, Ländereien und Weinbergen an Johannes, den Bischof von Carpentras.
1160 wurde das Dorf ein nächstes Mal erwähnt. Raimund V., Graf von Toulouse und Markgraf der Provence, veräußerte das Schloss von Venasque, an das Malemort und die Villa S. Felice (Schloss Saint-Félix) angeschlossen waren, für 2000 Sou an Bischof Raimond I.
1348 fiel ein Großteil der Bevölkerung der Großen Pest zum Opfer. Gegen Ende des 14. Jahrhunderts wurde das Dorf von einer mit elf Türmen flankierten Mauer befestigt. Sie war durch drei Tore zugänglich, die heute noch erhalten sind.
1720 wurde die Gemeinde von einer weiteren Pestepidemie heimgesucht. Um die Pestkranken von den übrigen Einwohnern fernzuhalten, wurde eine Mauer quer durch das Dorf gebaut, die entlang der heutigen Rue l’Endroune verlief. Einige Überreste der Mauer sind heute noch sichtbar.
1791 wurde Malemort-du-Comtat zusammen mit dem Comtat Venaissin an Frankreich angegliedert.

### Einwohnerentwicklung
| Jahr      | 1962 | 1968 | 1975 | 1982 | 1990 | 1999 | 2006 | 2010 |
| --------- | ---- | ---- | ---- | ---- | ---- | ---- | ---- | ---- |
| Einwohner | 733  | 746  | 706  | 814  | 985  | 1203 | 1383 | 1510 |

## Sehenswürdigkeiten

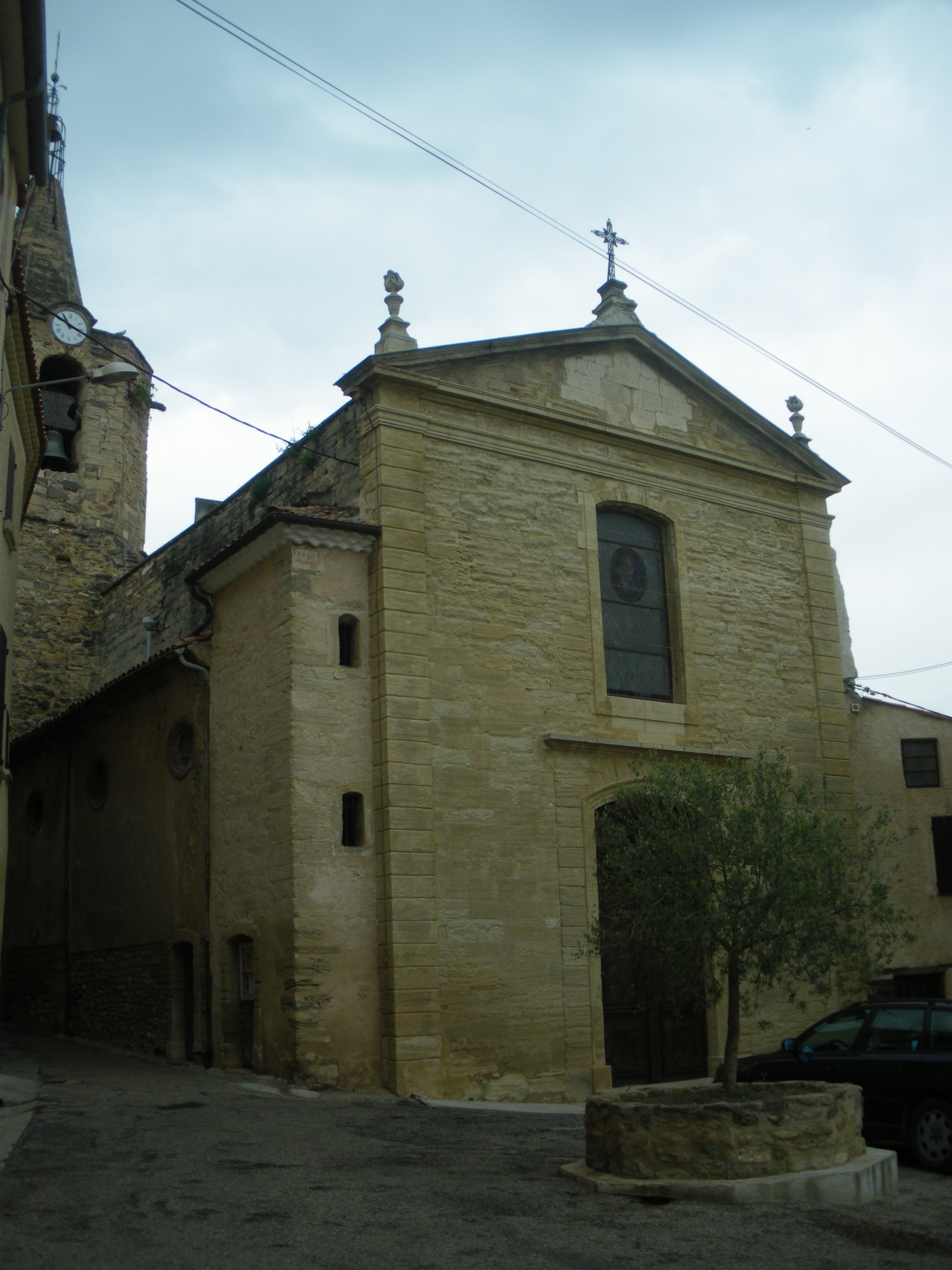
Kirche

- Schloss Saint-Félix, ehemalige Sommerresidenz der Bischöfe von Carpentras und Geburtsort des Provence-Dichters Félix Gras (1844–1901).
- Brunnen an der Grand-Porte (Stadttor) aus dem Jahr 1789, Monument historique seit dem 28. Oktober 1949.[4]
- weitere Brunnen und Lavoirs in Dorf und Umgebung.
- prärömischer Altar, gefunden in St. Antonin, Teile werden in der Mairie ausgestellt.[1]
- in der Kirche befinden sich diverse Objekte der ehemaligen Kapelle Sainte-Garde, darunter ein Altarbild, eine Statuengruppe mit Joseph und Maria, sowie eine Gruppe mit vier vergoldeten Holzfiguren, die Ste. Elisabeth, Ste. Anne,  St. Joachim und St. Zacharie darstellen. Alle sechs Statuen werden Jacques Bernus zugeschrieben und datieren vor seinem Tod im Jahr 1728. Die Objekte sind seit dem 3. Mai 1933 geschütztes Kulturgut.[5] Am selben Tag unter Schutz gestellt wurde eine Reliquie aus Glas und vergoldetem Kupfer aus dem Jahr 1786, die zugehörige Reliquienschatulle ist mit dem Wappen ihres Spenders Bischof Beni geschmückt.[6]

## Persönlichkeiten
- Félix Gras (1844–1901), Schriftsteller

## Belege
1. 1 2 3 4  Geschichte der Gemeinde. Offizielle Website von Malemort-du-Comtat, archiviert vom Original (nicht mehr online verfügbar) am 9. September 2009; abgerufen am 1. Juni 2013 (französisch).  Info: Der Archivlink wurde automatisch eingesetzt und noch nicht geprüft. Bitte prüfe Original- und Archivlink gemäß Anleitung und entferne dann diesen Hinweis.
2. 1 2 3 4  Robert Bailly: Dictionnaire des communes du Vaucluse. 1986, S. 252.
3. ↑  Jean-Pierre Saltarelli: Les Côtes du Ventoux, origines et originalités d'un terroir de la vallée du Rhône. 2000, S. 28.
4. ↑  Eintrag Nr. PA00082071 in der Base Mérimée des französischen Kulturministeriums (französisch)
5. ↑  Eintrag Nr. 84070 in der Base Palissy des französischen Kulturministeriums (französisch)
6. ↑  Fotos in der Base Mémoire: Eintrag Nr. AP61P00222, Eintrag Nr. AP61P00223.